# International Finance Centre
L'International Finance Centre (in forma abbreviata IFC) è un complesso integrato allo sviluppo commerciale sul lungomare di Hong Kong. L'edificio principale è il 2IFC, ed è il secondo grattacielo più alto di Hong Kong con un'altezza di 412 m.